# Летчфорд, Морис
 Морис Элвин Летчфорд (англ. Maurice Elvin Letchford), 27 августа 1908, 27 августа 1908, Претория — 15 августа 1965, Дурбан, Наталь) — канадский борец вольного стиля, бронзовый призёр Олимпийских игр.

## Биография
Родился в Претории, но в подростковом возрасте переехал в Канаду. 
На Летних Олимпийских играх 1928 года в Антверпене боролся в весовой категории до 72 килограммов (полусредний вес). На этих играх был введён регламент, в соответствии с которым борец получал в схватках штрафные баллы. Набравший 5 штрафных баллов спортсмен выбывал из турнира. Турнир проводился по системе Бергваля. В полусреднем весе борьбу вели 9 борцов.
Морис Летчфорд в полуфинале уступил Ллойду Эпплтону и, после поражения Эпплтона в финале, перешёл в турнир за третье место. В турнире за третье место победил в двух встречах и стал бронзовым призёром игр.
См. таблицу турнира
В 1931 году перешёл в профессиональный рестлинг, и выступал до конца 1940-х, получив большую известность в Канаде, США и Британии. В начале 1950-х оставил активные выступления, став промоутером турниров по рестлингу в Канаде. В середине 1950-х вернулся в Южную Африку, и продолжал заниматься организацией профессиональных борцовских выступлений до смерти в 1965 году. 